# NGC 4072
NGC 4072 је лентикуларна галаксија у сазвежђу Береникина коса која се налази на NGC листи објеката дубоког неба.
Деклинација објекта је + 20° 12' 37" а ректасцензија 12h 4m 13,9s. Привидна величина (магнитуда) објекта NGC 4072 износи 14,8 а фотографска магнитуда 15,8. NGC 4072 је још познат и под ознакама CGCG 98-45, CGCG 128-10, PGC 38176.